# وینس بویلا

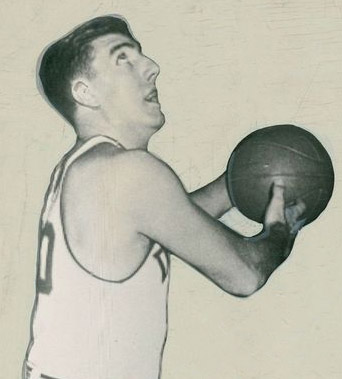
Vince Boryla

وینس بویلا (انگلیسی: Vince Boryla؛ زاده ۱۱ مارس ۱۹۲۷) یک بازیکن بسکتبال اهل ایالات متحده آمریکا است.